# Fusarium armeniacum
Fusarium armeniacum är en svampart som först beskrevs av G.A. Forbes, Windels & L.W. Burgess, och fick sitt nu gällande namn av L.W. Burgess & Summerell 2000. Fusarium armeniacum ingår i släktet Fusarium och familjen Nectriaceae.   Inga underarter finns listade i Catalogue of Life.